# Janet Norton Lee
 (mai 2012).
Si vous disposez d'ouvrages ou d'articles de référence ou si vous connaissez des sites web de qualité traitant du thème abordé ici, merci de compléter l'article en donnant les références utiles à sa vérifiabilité et en les liant à la section « Notes et références ».
Janet Norton Lee Bouvier Auchincloss Morris (3 décembre 1907 – 22 juillet 1989) est la mère de Jacqueline Kennedy et de Lee Radziwill. 

## Biographie
Elle est la fille de James Thomas Lee, avocat, et Margaret A. Merritt. Elle a une sœur plus âgée, Winifred, et une sœur plus jeune, Marion. 
Elle étudie à Vassar College.
Le 7 juillet 1928, elle épouse John Vernou Bouvier III ; le couple a deux filles, Jacqueline et Lee. Le couple se sépare en 1936 à cause des infidélités et du penchant pour l'alcool de John, se remet ensemble en 1937 puis divorce le 22 juillet 1940 à la demande de Janet.
Le 21 juin 1942, Janet se remarie avec Hugh D. Auchincloss Jr. Ils ont deux enfants : Janet Jennings Auchincloss Rutherfurd (1945-1985) et James Lee Auchincloss, né en 1947, demi-sœur et demi-frère de Jacqueline et de Lee.
Après la mort d’Auchincloss, en 1976, Janet épouse le 25 octobre 1979 Bingham « Booch » Morris. En dépit de leur séparation en 1981, ils ne divorcent pas.
Janet meurt en 1989, à l’âge de 81 ans.